# Mistrovství světa v ledním hokeji žen 2009
Mistrovství světa v ledním hokeji žen 2009 se konalo od 4. dubna 2009 do 12. dubna 2009 ve finské Hämeenlinně.

## Hrací formát turnaje
Týmy byly rozděleny do tří skupin po třech týmech, kde se utkal každý s každým jednou. Vítězové jednotlivých skupin utvořili skupinu D, kde hráli opět každý s každým. Týmy na druhých místech základních skupin utvořily skupinu E. První dva týmy skupiny D hrály finále, zatímco třetí tým skupiny D s vítězem skupiny E hrál o bronzové medaile. Týmy na posledních místech základních skupin hrály skupinu o udržení - poslední dva týmy této skupiny sestoupily do 1. divize vzhledem ke snížení počtu účastníků elitní skupiny na 8.

## Základní skupiny

### Skupina A
| Tým         | Z | V | VP | PP | P | VG | IG | B |
| ----------- | - | - | -- | -- | - | -- | -- | - |
| 1. USA      | 2 | 2 | 0  | 0  | 0 | 16 | 0  | 6 |
| 2. Rusko    | 2 | 1 | 0  | 0  | 1 | 3  | 9  | 3 |
| 3. Japonsko | 2 | 0 | 0  | 0  | 2 | 1  | 11 | 0 |

Všechny časy jsou místní (UTC+2).
| 4. duben 2009 17:00 | Japonsko | 0 – 8 (0 - 4 , 0 - 1 , 0 - 3) | USA | Aréna 2, Hameenlinna |
|                     | Japonsko |                               | USA |                      |

| Souhrn zápasu | Souhrn zápasu | Souhrn zápasu | Souhrn zápasu | Souhrn zápasu |
| ------------- | ------------- | ------------- | --- | ------------- |
|               |               |               | 5. H. Knight (J. Potter, K. Stack) 13. J. Chu (N. Darwitz) 16. K. Stack (K. Thatcher, K. Stack) 40. M. Lamoureux (K. Stack) 41. J. Chu (N. Darwitz, E. Lawler) 45. H. Knight (M. Engstrom) 59. J. Chu (N. Darwitz, L. Chesson) |               |

| 5. duben, 2009 15:00 | Rusko | 3 - 1 (0 - 0 , 0 - 0 , 3 - 1) | Japonsko | Aréna 1, Hameenlinna |
|                      | Rusko |                               | Japonsko |                      |

| Souhrn zápasu | Souhrn zápasu                                                                                            | Souhrn zápasu | Souhrn zápasu                          | Souhrn zápasu |
| ------------- | --- | ------------- | -------------------------------------- | ------------- |
|               | 41. T. Burina (M. Sergina) 49. A. Shchukina (O. Permyakova) 59. O. Sosina (T. Sotnikova, K. Petrovskaya) |               | 50. T. Sakagami (Y. Hirano, Y. Adachi) |               |

| 6. duben, 2009 12:00 | USA | 8 - 0 (1 - 0, 5 - 0, 2 - 0) | Rusko | Aréna 1, Hameenlinna |
|                      | USA |                             | Rusko |                      |

| Souhrn zápasu | Souhrn zápasu | Souhrn zápasu | Souhrn zápasu | Souhrn zápasu |
| ------------- | --- | ------------- | ------------- | ------------- |
|               | 8. M. Duggan (C. Cahow, L. Chesson) 32. J. Potter (H. Knight) 33. A. Ruggiero (M. Schaus) 38. K. Stack (M. Lamoureux, J. Chu) 39. L. Chesson (E. Lawler) 39. J. Chu (N. Darwitz, C. Cahow) 48. G. Marvin (C. Cahow) 53. J. Chu (N. Darwitz, M. Lamoureux) |               |               |               |

### Skupina B
| Tým        | Z | V | VP | PP | P | VG | IG | B |
| ---------- | - | - | -- | -- | - | -- | -- | - |
| 1. Kanada  | 2 | 2 | 0  | 0  | 0 | 20 | 1  | 6 |
| 2. Švédsko | 2 | 1 | 0  | 0  | 1 | 6  | 8  | 3 |
| 3. Čína    | 2 | 0 | 0  | 0  | 2 | 2  | 19 | 0 |

Všechny časy jsou místní (UTC+2).
| 4. duben, 2009 15:00 | Čína | 1 – 13 (1 - 5, 0 - 4, 0 - 4) | Kanada | Aréna 1, Hameenlinna |
|                      | Čína |                              | Kanada |                      |

| Souhrn zápasu | Souhrn zápasu                  | Souhrn zápasu | Souhrn zápasu | Souhrn zápasu |
| ------------- | ------------------------------ | ------------- | --- | ------------- |
|               | 15. Rui Sun (F. Jin, B. Zhang) |               | 4. C. Mac Leod (C. Sostorics, G. Apps) 4. Caroline Ouelletteová (G. Kingsbury, J. Botterill) 5. S. Vaillancourt (Caroline Ouelletteová, J. Botterill) 7. M.-P. Poulin (M. Mikkelson, M. Agosta) 15. M. Agosta (S. Vaillancourt, H. Irwin) 27. R. Johnston (H. Irwin) 37. Hayley Wickenheiserová (C. Ward, Caroline Ouelletteová) 38. H. Irwin (R. Johnston) 39. R. Johnston (T. Bonhomme, H. Irwin) 41. G. Apps (Hayley Wickenheiserová, S. Vaillancourt) 46. Hayley Wickenheiserová (S. Vaillancourt) 56. G. Apps (C. Mac Leod, Hayley Wickenheiserová) |               |

| 5. duben, 2009 19:00 | Švédsko | 6 – 1 (2 - 0 , 3 - 0 , 1 - 1) | Čína | Aréna 1, Hameenlinna |
|                      | Švédsko |                               | Čína |                      |

| Souhrn zápasu | Souhrn zápasu | Souhrn zápasu | Souhrn zápasu | Souhrn zápasu |
| ------------- | --- | ------------- | ------------- | ------------- |
|               | 7. D. Rundqvist 20. E. Holmlov (E. Eliasson) 24. E. Holmlov (D. Rundqvist, P. Winberg) 31. E. Holst (E. Nordin, E. Holmlov) 39. K. Timglas (I. Jordansson) 46. E. Holst (P. Winberg) |               | 56. X. Qi     |               |

| 6. duben, 2009 15:30 | Kanada | 7 – 0 (2 - 0, 1 - 0, 4 - 0) | Švédsko | Aréna 1, Hameenlinna |
|                      | Kanada |                             | Švédsko |                      |

| Souhrn zápasu | Souhrn zápasu | Souhrn zápasu | Souhrn zápasu | Souhrn zápasu |
| ------------- | --- | ------------- | ------------- | ------------- |
|               | 3. Caroline Ouelletteová (Jayna Heffordová, J. Botterlill) 11. C. MacLeod (R. Johnston, M. Mikkelson) 33. C. Sostorics (C. MacLeod, T. Bonhomme) 42. M.-P. Poulin-Nadeau (C. Ward, M. Agosta) 44. Hayley Wickenheiserová (C. MacLeod) 48. R. Johnston (G. Kingsbury, C. MacLeod) 60. J. Botterill (Jayna Heffordová, C. MacLeod) |               |               |               |

### Skupina C
| Tým           | Z | V | VP | PP | P | VG | IG | B |
| ------------- | - | - | -- | -- | - | -- | -- | - |
| 1. Finsko     | 2 | 2 | 0  | 0  | 0 | 13 | 3  | 6 |
| 2. Kazachstán | 2 | 0 | 1  | 0  | 1 | 2  | 8  | 2 |
| 3. Švýcarsko  | 2 | 0 | 0  | 1  | 1 | 4  | 8  | 1 |

Všechny časy jsou místní (UTC+2).
| 4. duben, 2009 19:00 | Kazachstán | 0 – 7 (0 - 2, 0 - 3, 0 - 2) | Finsko | Aréna 1, Hameenlinna |
|                      | Kazachstán |                             | Finsko |                      |

| Souhrn zápasu | Souhrn zápasu | Souhrn zápasu | Souhrn zápasu | Souhrn zápasu |
| ------------- | ------------- | ------------- | --- | ------------- |
|               |               |               | 3. M. Karvinen (K. Rantamaki, J. Hiirikoski) 15. A. Helin (S. Tuominen, M. Pehkonen) 22. M. Pehkonen (A. Helin, S. Tuominen) 22. N. Tikkinen (M. Saarinen, V. Heikkila) 31. M. Karvinen (M. Voutilainen, K. Rantamaki) 43. M. Pehkonen (S. Tuominen) 59. M. Voutilainen (M. Karvinen, K. Rantamaki) |               |

| 5. duben, 2009 17:00 | Švýcarsko | 1 – 2 (SN) (0 - 0 , 0 - 1 , 1 - 0 , 0 - 0 , 0 - 1) | Kazachstán | Aréna 2, Hameenlinna |
|                      | Švýcarsko |                                                    | Kazachstán |                      |

| Souhrn zápasu | Souhrn zápasu  | Souhrn zápasu | Souhrn zápasu                             | Souhrn zápasu |
| ------------- | -------------- | ------------- | ----------------------------------------- | ------------- |
|               | 55. K. Lehmann |               | 38. N. Yakovchuk (T. Koroleva) 65. A. Fux |               |

| 6. duben, 2009 19:00 | Finsko | 6 – 3 (4 - 1, 1 - 0, 1 - 2) | Švýcarsko | Aréna 1, Hameenlinna |
|                      | Finsko |                             | Švýcarsko |                      |

| Souhrn zápasu | Souhrn zápasu | Souhrn zápasu | Souhrn zápasu                                             | Souhrn zápasu |
| ------------- | --- | ------------- | --------------------------------------------------------- | ------------- |
|               | 6. Heidi Pelttariová (S. Tuominen) 11. V. Heikkila (S. Tuominen) 16. M. Karvinen (J. Hiirikoski) 19. J. Hiirikoski (M. Karvinen) 38. N. Tikkinen (V. Heikkila) 53. N. Tikkinen (S. Tuominen, Heidi Pelttariová) |               | 20. D. Leimgruber 45. N. Bullo (K. Nabholz) 54. Ch. Meier |               |

## Druhá fáze

### Skupina D
| Tým       | Z | V | VP | PP | P | VG | IG | B |
| --------- | - | - | -- | -- | - | -- | -- | - |
| 1. Kanada | 2 | 2 | 0  | 0  | 0 | 10 | 1  | 6 |
| 2. USA    | 2 | 1 | 0  | 0  | 1 | 8  | 2  | 3 |
| 3. Finsko | 2 | 0 | 0  | 0  | 2 | 0  | 15 | 0 |

Všechny časy jsou místní (UTC+2).
| 8. duben, 2009 19:00 | Kanada | 8 – 0 (2 - 0, 2 - 0, 4 - 0) | Finsko | Aréna 1, Hameenlinna |
|                      | Kanada |                             | Finsko |                      |

| Souhrn zápasu | Souhrn zápasu | Souhrn zápasu | Souhrn zápasu | Souhrn zápasu |
| ------------- | --- | ------------- | ------------- | ------------- |
|               | 5. G. Kingsbury (M.-P. Poulin-Nadeau, C. MacLeod) 7. J. Botterill (Caroline Ouelletteová) 23. S. Vaillancourt (M. Mikkelson, M.-P. Poulin-Nadeau) 36. M. Agosta (Jayna Heffordová, Caroline Ouelletteová) 42. J. Botterill (C. Ward) 50. Hayley Wickenheiserová (T. Bonhomme, S. Vaillancourt) 52. Jayna Heffordová (C. Ward, Hayley Wickenheiserová) 58. H. Irwin (M.-P. Poulin-Nadeau) |               |               |               |

| 9. duben, 2009 19:00 | Finsko | 0 – 7 (0 - 2, 0 - 3, 0 - 2) | USA | Aréna 1, Hameenlinna |
|                      | Finsko |                             | USA |                      |

| Souhrn zápasu | Souhrn zápasu | Souhrn zápasu | Souhrn zápasu | Souhrn zápasu |
| ------------- | ------------- | ------------- | --- | ------------- |
|               |               |               | 10. H. Knight (K. Bellamy, J. Lamoureux) 16. G. Marvin 33. N. Darwitz (E. Lawler, J. Chu) 37. N. Darwitz (C. Cahow, J. Chu) 40. H. Knight (A. Ruggiero) 52. N. Darwitz (E. Lawler, J. Chu) 56. H. Knight (J. Potter) |               |

| 10. duben, 2009 19:00 | USA | 1 – 2 (0 - 0, 0 - 2, 1 - 0) | Kanada | Aréna 1, Hameenlinna |
|                       | USA |                             | Kanada |                      |

| Souhrn zápasu | Souhrn zápasu                   | Souhrn zápasu | Souhrn zápasu                                                                    | Souhrn zápasu |
| ------------- | ------------------------------- | ------------- | -------------------------------------------------------------------------------- | ------------- |
|               | 59. M. Lamoureux (J. Lamoureux) |               | 21. J. Botterill (Jayna Heffordová) 30. Caroline Ouelletteová (Jayna Heffordová) |               |

### Skupina E
| Tým           | Z | V | VP | PP | P | VG | IG | B |
| ------------- | - | - | -- | -- | - | -- | -- | - |
| 4. Švédsko    | 2 | 2 | 0  | 0  | 0 | 17 | 0  | 6 |
| 5. Rusko      | 2 | 1 | 0  | 0  | 1 | 9  | 10 | 3 |
| 6. Kazachstán | 2 | 0 | 0  | 0  | 2 | 2  | 18 | 0 |

Všechny časy jsou místní (UTC+2).
| 8. duben, 2009 15:00 | Švédsko | 9 – 0 (2 - 0, 3 - 0, 4 - 0) | Kazachstán | Aréna 1, Hameenlinna |
|                      | Švédsko |                             | Kazachstán |                      |

| Souhrn zápasu | Souhrn zápasu | Souhrn zápasu | Souhrn zápasu | Souhrn zápasu |
| ------------- | --- | ------------- | ------------- | ------------- |
|               | 3. T. Enstrom (F. Nevalainen) 20. E. Holmlov (P. Winberg) 27. E. Holmlov (P. Winberg, T. Enstrom) 36. F. Svedin Thunstrom (I. Jordanson, E. Uden Johansson) 37. M. Rooth (G. Andersson) 57. D. Rundqvist (T. Enstrom, E. Eliasson) 58. E. Holst (K. Timglas, P. Winberg) 58. E. Uden Johansson (F. Nevalainen, E. Holst) 59. E. Holmlov (G. Andersson, E. Holst) |               |               |               |

| 9. duben, 2009 15:00 | Kazachstán | 2 – 9 (1 - 3, 0 - 3, 1 - 3) | Rusko | Aréna 1, Hameenlinna |
|                      | Kazachstán |                             | Rusko |                      |

| Souhrn zápasu | Souhrn zápasu                                                | Souhrn zápasu | Souhrn zápasu | Souhrn zápasu |
| ------------- | ------------------------------------------------------------ | ------------- | --- | ------------- |
|               | 16. L. Ibragimova (A. Fux, G. Shu) 54. N. Yakovchuk (A. Fux) |               | 4. E. Smolentsava 9. A. Kapustina (E. Smolentsava) 12. I. Dyubanok 24. S. Terenteva (T. Sotnikova, E. Lebedeva) 28. E. Smolentsava (I. Gavrilova) 40. T. Burina (E. Smolentsava, I. Gavrilova) 45. E. Ananina (E. Smolentsava) 56. I. Gavrilova (E. Ananina, E. Smolentsava) |               |

| 10. duben, 2009 15:00 | Rusko | 0 – 8 (0 - 1, 0 - 4, 0 - 3) | Švédsko | Aréna 1, Hameenlinna |
|                       | Rusko |                             | Švédsko |                      |

| Souhrn zápasu | Souhrn zápasu | Souhrn zápasu | Souhrn zápasu | Souhrn zápasu |
| ------------- | ------------- | ------------- | --- | ------------- |
|               |               |               | 16. T. Enstrom (G. Andersson) 32. F. Nevalainen (F. Svedin-Thunstrom, E. Holst) 35. M. Rooth (C. Ostberg) 36. E. Holst (P. Winberg, E. Holmlov) 37. E. Holmlov (E. Holst) 45. P. Winberg (F. Nevalainen) 51. K. Myren (T. Enstrom, C. Ostberg) 58. D. Rundqvist |               |

## O medaile

### O 3. místo
Všechny časy jsou místní (UTC+2).
| 12. duben, 2009 15:00 | Finsko | 4 – 1 (1 - 0, 1 - 1, 2 - 0) | Švédsko | Aréna 1, Hameenlinna |
|                       | Finsko |                             | Švédsko |                      |

| Souhrn zápasu | Souhrn zápasu | Souhrn zápasu | Souhrn zápasu                        | Souhrn zápasu |
| ------------- | --- | ------------- | ------------------------------------ | ------------- |
|               | 13. M. Karvinen (K. Rantamaki, E. Laaksonen) 23. M. Pehkonen (N. Tikkinen, S. Sirvio) 44. M. Saarinen (A. Helin, E. Laaksonen) 49. M. Karvinen |               | 25. D. Rundqvist (E. Uden Johansson) |               |

### Finále
Všechny časy jsou místní (UTC+2).
| 12. duben, 2009 19:00 | Kanada | 1– 4 (0 - 1, 1 - 1, 0 - 2) | USA | Aréna 1, Hameenlinna |
|                       | Kanada |                            | USA |                      |

| Souhrn zápasu | Souhrn zápasu                                              | Souhrn zápasu | Souhrn zápasu | Souhrn zápasu |
| ------------- | ---------------------------------------------------------- | ------------- | --- | ------------- |
|               | 26. J. Botterill (Caroline Ouelletteová, Jayna Heffordová) |               | 1. C. Cahow (H. Knight, J. Potter) 31. M. Duggan (J. Lamoureux) 48. C. Cahow (N. Darwitz (G. Marvin) 60. H. Knight (J. Chu) |               |

## O udržení
| Tým          | Z | V | VP | PP | P | VG | IG | B |
| ------------ | - | - | -- | -- | - | -- | -- | - |
| 7. Švýcarsko | 2 | 1 | 1  | 0  | 0 | 8  | 6  | 5 |
| 8. Japonsko  | 2 | 1 | 0  | 0  | 1 | 4  | 4  | 3 |
| 9. Čína      | 2 | 0 | 0  | 1  | 1 | 5  | 7  | 1 |

Všechny časy jsou místní (UTC+2).
| 8. duben, 2009 17:00 | Čína | 4 – 5 (SN) (2 - 1, 2 - 0, 0 - 3, 0 - 0, 0 - 1) | Švýcarsko | Aréna 2, Hameenlinna |
|                      | Čína |                                                | Švýcarsko |                      |

| Souhrn zápasu | Souhrn zápasu                                        | Souhrn zápasu | Souhrn zápasu | Souhrn zápasu |
| ------------- | ---------------------------------------------------- | ------------- | --- | ------------- |
|               | 2. R. Sun 4. R. Sun 25. R. Sun 27. N. Jiang (R. Sun) |               | 18. Ch. Meier (L. Benz, K. Lehmann) 44. D. Leimgruber (A. Stiefel) 52. L. Nussbaum (Ch. Meier, K. Lehmann) 56. D. Leimgruber (Ch. Meier) 65. N. Bullo |               |

| 9. duben, 2009 17:00 | Švýcarsko | 3 – 2 (0 - 0, 2 - 1, 1 - 1) | Japonsko | Aréna 2, Hameenlinna |
|                      | Švýcarsko |                             | Japonsko |                      |

| Souhrn zápasu | Souhrn zápasu                                                                               | Souhrn zápasu | Souhrn zápasu                                          | Souhrn zápasu |
| ------------- | ------------------------------------------------------------------------------------------- | ------------- | ------------------------------------------------------ | ------------- |
|               | 24. L. Benz (A. Frautschi, D. Leimgruber) 40. K. Lehmann (S. Benz) 55. L. Ruhnke (N. Bullo) |               | 28. Fujimoto N. (Hirano Y., Adachi Y.) 52. Yamanaka C. |               |

| 10. duben, 2009 17:00 | Japonsko | 2 – 1 (0 - 0, 2 - 0, 0 - 1) | Čína | Aréna 2, Hameenlinna |
|                       | Japonsko |                             | Čína |                      |

| Souhrn zápasu | Souhrn zápasu                                                      | Souhrn zápasu | Souhrn zápasu        | Souhrn zápasu |
| ------------- | ------------------------------------------------------------------ | ------------- | -------------------- | ------------- |
|               | 29. Sakagami T. (Nonaka E., Hirano Y.) 35. Sakagami T. (Hirano Y.) |               | 42. Sun R. (Wang L.) |               |

Týmy  Japonsko a  Čína sestoupily do 1. divize na Mistrovství světa v ledním hokeji žen 2011 v německem Ravensburgu v termínu od 11. do 16. dubna  (další MS žen se bude konat až v roce 2011, protože se v olympijských letech nekoná). Sestoupily dva týmy z důvodu snížení počtu účastníků elitní skupiny na 8.

## Konečné pořadí
| Místo            | Tým        |
| ---------------- | ---------- |
| Zlatá medaile    | USA        |
| Stříbrná medaile | Kanada     |
| Bronzová medaile | Finsko     |
| 4.               | Švédsko    |
| 5.               | Rusko      |
| 6.               | Kazachstán |
| 7.               | Švýcarsko  |
| 8.               | Japonsko   |
| 9.               | Čína       |

## 1. divize
První divize se konala od 4. do 10. dubna 2009 v rakouském Grazu.
| Tým          | Z | V | VP | PP | P | VG | IG | +/- | B  |
| ------------ | - | - | -- | -- | - | -- | -- | --- | -- |
| 1. Slovensko | 5 | 4 | 0  | 0  | 1 | 22 | 14 | +8  | 12 |
| 2. Německo   | 5 | 4 | 0  | 0  | 1 | 20 | 13 | +7  | 12 |
| 3. Norsko    | 5 | 2 | 1  | 0  | 2 | 18 | 18 | 0   | 8  |
| 4. Rakousko  | 5 | 2 | 0  | 1  | 2 | 16 | 16 | 0   | 7  |
| 5. Česko     | 5 | 2 | 0  | 0  | 3 | 17 | 18 | −1  | 6  |
| 6. Francie   | 5 | 0 | 0  | 0  | 5 | 10 | 24 | −14 | 0  |

 Slovensko postoupilo do elitní skupiny na Mistrovství světa v ledním hokeji žen 2011 ve švýcarských městech Zürich a Winterthur v termínu od 16. do 25. dubna  (další MS žen se bude konat až v roce 2011, protože se v olympijských letech nekoná). Týmy  Česko a  Francie sestoupily do 2. divize na Mistrovství světa v ledním hokeji žen 2011 (sestoupily dva týmy z důvodu snížení počtu účastníků elitní skupiny na 8).

### Zápasy
- 4. dubna, 13:30,  Slovensko 9 – 4  Norsko
- 4. dubna, 17:00,  Německo 5 – 3  Francie
- 4. dubna, 20:30,  Česko 1 – 4  Rakousko
- 6. dubna, 13:30,  Německo 4 – 3  Norsko
- 6. dubna, 17:00,  Slovensko 1 – 5  Česko
- 6. dubna, 20:30,  Rakousko 5 – 2  Francie
- 7. dubna, 13:30,  Česko 2 – 4  Německo
- 7. dubna, 17:00,  Francie 0 – 4  Norsko
- 7. dubna, 20:30,  Slovensko 5 – 3  Rakousko
- 9. dubna, 13:30,  Česko 5 – 4  Francie
- 9. dubna, 17:00,  Německo 1 – 2  Slovensko
- 9. dubna, 20:30,  Norsko 2 – 1 SN  Rakousko
- 10. dubna, 13:30,  Francie 1 – 5  Slovensko
- 10. dubna, 17:00,  Norsko 5 – 4  Česko
- 10. dubna, 20:30,  Rakousko 3 – 6  Německo

## 2. divize
Druhá divize se konala od 12. do 18. dubna v italském Torre Pellice.
| Tým               | Z | V | VP | PP | P | VG | IG | B  |
| ----------------- | - | - | -- | -- | - | -- | -- | -- |
| 1. Lotyšsko       | 5 | 5 | 0  | 0  | 0 | 25 | 4  | 15 |
| 2. Severní Korea  | 5 | 3 | 1  | 0  | 1 | 15 | 13 | 11 |
| 3. Velká Británie | 5 | 3 | 0  | 0  | 2 | 11 | 11 | 9  |
| 4. Itálie         | 5 | 1 | 1  | 0  | 3 | 15 | 18 | 5  |
| 5. Dánsko         | 5 | 0 | 1  | 2  | 2 | 10 | 17 | 4  |
| 6. Nizozemsko     | 5 | 0 | 0  | 1  | 4 | 4  | 17 | 1  |

 Lotyšsko postoupilo do 1. divize na Mistrovství světa v ledním hokeji žen 2011 (další MS žen se bude konat až v roce 2011, protože se v olympijských letech nekoná).  Nizozemsko sestoupilo do 3. divize na Mistrovství světa v ledním hokeji žen 2011 (ale ze 3. divize nikdo nepostoupil, protože se mj. z důvodu snížení počtu účastníků elitní skupiny na 8 nekonala).

### Zápasy
- 12. dubna, 13:15,  Severní Korea 1 – 6  Lotyšsko
- 12. dubna, 16:45,  Dánsko 2 – 1 SN  Nizozemsko
- 12. dubna, 20:15,  Velká Británie 5 – 3  Itálie
- 13. dubna, 13:15,  Nizozemsko 0 – 2  Velká Británie
- 13. dubna, 16:45,  Dánsko 3 – 4 P  Severní Korea
- 13. dubna, 20:10,  Lotyšsko 5 – 1  Itálie
- 15. dubna, 13:15,  Lotyšsko 5 – 0  Nizozemsko
- 15. dubna, 16:45,  Dánsko 1 – 3  Velká Británie
- 15. dubna, 20:15,  Severní Korea 4 – 2  Itálie
- 16. dubna, 13:15,  Velká Británie 0 – 3  Lotyšsko
- 16. dubna, 16:45,  Nizozemsko 1 – 2  Severní Korea
- 16. dubna, 20:15,  Itálie 3 – 2 SN  Dánsko
- 18. dubna, 13:15,  Severní Korea 4 – 1  Velká Británie
- 18. dubna, 16:45,  Lotyšsko 6 – 2  Dánsko
- 18. dubna, 20:15,  Itálie 6 – 2  Nizozemsko

## 3. divize
Třetí divize se v roce 2009 mj. kvůli snížení počtu účastníků elitní skupiny na 8 nekonala. Nejníže nasazený  Island automaticky sestoupil do 4. divize na Mistrovství světa v ledním hokeji žen 2011.
| Tým        | Z | V | VP | PP | P | VG | IG | B |
| ---------- | - | - | -- | -- | - | -- | -- | - |
| Austrálie  | 0 | 0 | 0  | 0  | 0 | 0  | 0  | 0 |
| Slovinsko  | 0 | 0 | 0  | 0  | 0 | 0  | 0  | 0 |
| Chorvatsko | 0 | 0 | 0  | 0  | 0 | 0  | 0  | 0 |
| Belgie     | 0 | 0 | 0  | 0  | 0 | 0  | 0  | 0 |
| Maďarsko   | 0 | 0 | 0  | 0  | 0 | 0  | 0  | 0 |
| Island     | 0 | 0 | 0  | 0  | 0 | 0  | 0  | 0 |

## 4. divize
Čtvrtá divize se v roce 2009 mj. kvůli snížení počtu účastníků elitní skupiny na 8 nekonala. Nejníže nasazené  Turecko automaticky sestoupilo do 5. divize na Mistrovství světa v ledním hokeji žen 2011.
| Tým         | Z | V | VP | PP | P | VG | IG | B |
| ----------- | - | - | -- | -- | - | -- | -- | - |
| Jižní Korea | 0 | 0 | 0  | 0  | 0 | 0  | 0  | 0 |
| Nový Zéland | 0 | 0 | 0  | 0  | 0 | 0  | 0  | 0 |
| Rumunsko    | 0 | 0 | 0  | 0  | 0 | 0  | 0  | 0 |
| Estonsko    | 0 | 0 | 0  | 0  | 0 | 0  | 0  | 0 |
| JAR         | 0 | 0 | 0  | 0  | 0 | 0  | 0  | 0 |
| Turecko     | 0 | 0 | 0  | 0  | 0 | 0  | 0  | 0 |

## 5. divize
Pátá divize se v roce 2009 mj. kvůli snížení počtu účastníků elitní skupiny na 8 nekonala.
| Tým       | Z | V | VP | PP | P | VG | IG | B |
| --------- | - | - | -- | -- | - | -- | -- | - |
| Španělsko | 0 | 0 | 0  | 0  | 0 | 0  | 0  | 0 |
| Polsko    | 0 | 0 | 0  | 0  | 0 | 0  | 0  | 0 |
| Bulharsko | 0 | 0 | 0  | 0  | 0 | 0  | 0  | 0 |
| Irsko     | 0 | 0 | 0  | 0  | 0 | 0  | 0  | 0 |